# Diocesi di Vico della Torre
La diocesi di Vico della Torre (in latino Dioecesis Turrensis seu Vico-Turrensis) è una sede soppressa e sede titolare della Chiesa cattolica.

## Storia
Vico della Torre, identificabile con Henchir-El-Djemel, El-Aouinia nell'odierna Tunisia, è un'antica sede episcopale della provincia romana dell'Africa Proconsolare, suffraganea dell'arcidiocesi di Cartagine.
Un solo vescovo è attribuibile con certezza a questa diocesi, Felice, che intervenne al concilio cartaginese del 525. Morcelli assegna a Vico della Torre anche il vescovo donatista Pascasio (menzionato nel 411), che Mesnage attribuisce alla diocesi di Torre di Mauritania.
Dal 1933 Vico della Torre è annoverata tra le sedi vescovili titolari della Chiesa cattolica; dal 18 luglio 2023 il vescovo titolare è Sławomir Szkredka, vescovo ausiliare di Los Angeles.

## Cronotassi

### Vescovi
- Pascasio ? † (menzionato nel 411) (vescovo donatista)

- Felice † (menzionato nel 525)

### Vescovi titolari
- Jean Albert Marie Auguste Bernard † (4 dicembre 1967 - 7 gennaio 1972 nominato vescovo di Nancy)
- Alfredo Guillermo Disandro † (24 febbraio 1975 - 16 aprile 1980 nominato vescovo di Villa María)
- René Arnold Valero † (4 ottobre 1980 - 10 marzo 2019 deceduto)
- Sławomir Szkredka, dal 18 luglio 2023